# Kim tự tháp Ai Cập

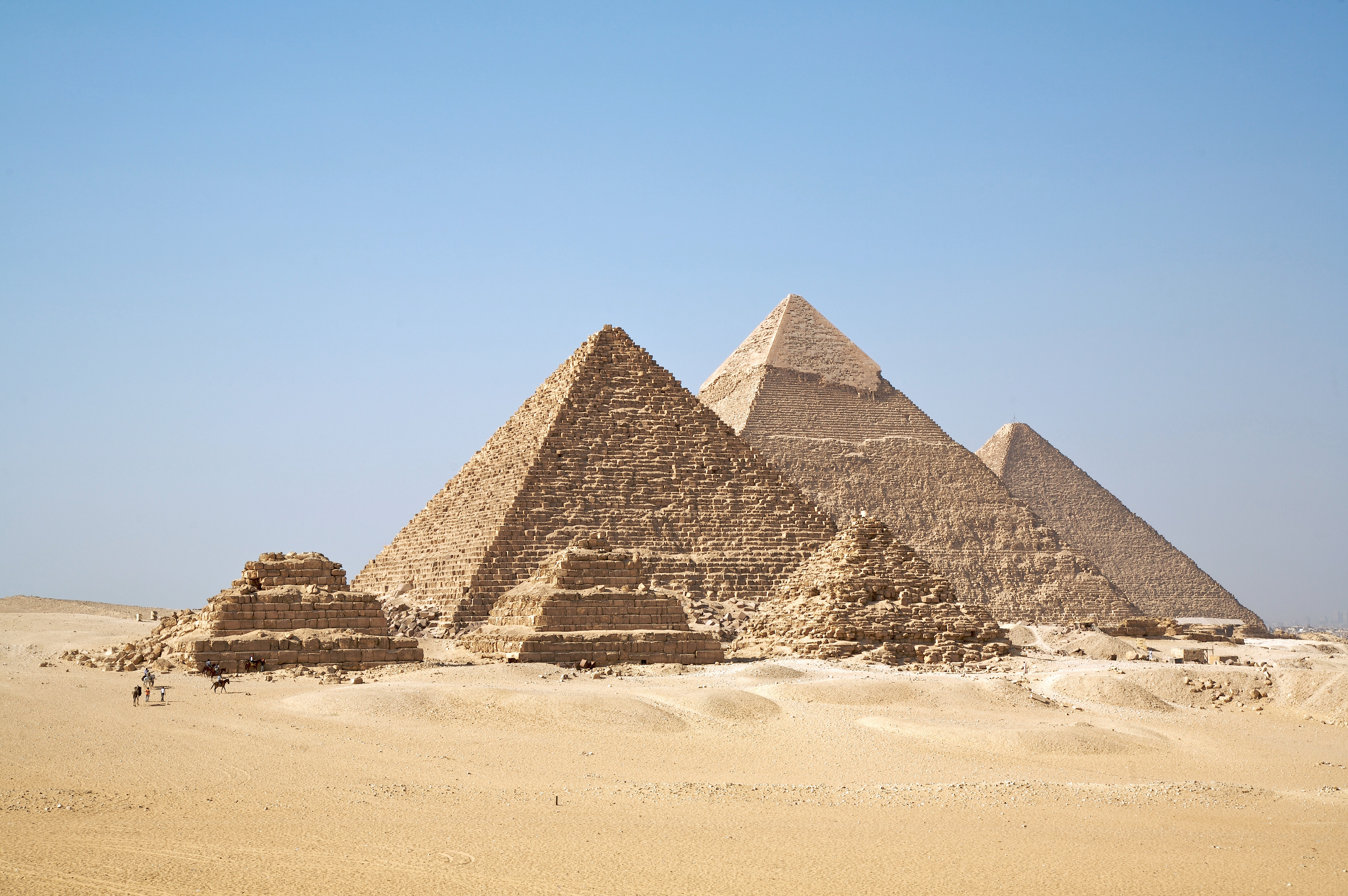
Quang cảnh các kim tự tháp Giza nhìn từ cao nguyên phía nam khu tổ hợp. Từ trái sang phải: Kim tự tháp Menkaure, Kim tự tháp Khafre và Kim tự tháp Khufu. 3 kim tự tháp nhỏ hơn ở phía trước là các công trình phụ của Kim tự tháp Menkaure

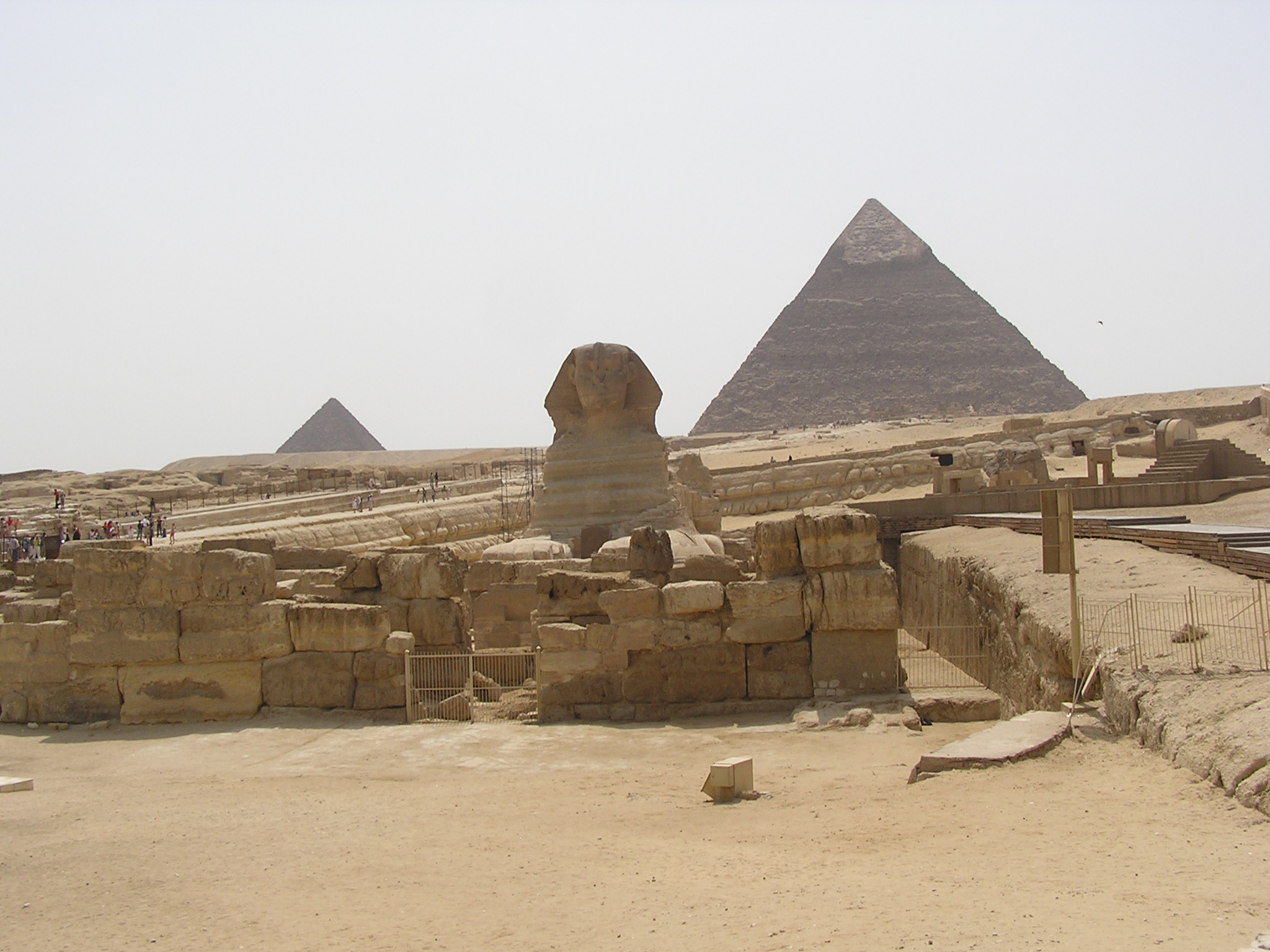
Quang cảnh Kim tự tháp Khafre nhìn từ tượng Nhân sư

Kim tự tháp Ai Cập là các công trình cổ đại hình chóp bằng đá ở Ai Cập.
Có tất cả 138 kim tự tháp đã được khám phá ở Ai Cập tính đến gần đây. Hầu hết đóng vai trò là lăng mộ cho các Pharaon và hoàng hậu trong hai thời kỳ Cổ vương quốc và Trung vương quốc.
Những kim tự tháp Ai Cập đầu tiên được biết đến nằm ở Saqqara, phía tây bắc Memphis. Trong số đó, Kim tự tháp Djoser là lâu đời nhất, được xây dựng vào khoảng từ năm 2630 đến năm 2611 trước công nguyên ở Vương triều thứ ba. Kim tự tháp này cũng như khu phức hợp xung quanh do kiến trúc sư Imhotep thiết kế, và được xem là những công trình bằng đá nguyên khối cổ nhất thế giới. Số lượng nhân công để xây các kim tự tháp được ước tính vào khoảng từ vài nghìn, 20 nghìn cho tới 100 nghìn người.
Những kim tự tháp Ai Cập nổi tiếng nhất nằm ở Giza, ngoại ô Cairo. Một số kim tự tháp Giza được xem là nằm trong số những công trình vĩ đại nhất từng được xây. Kim tự tháp Khufu tại Giza là kim tự tháp Ai Cập lớn nhất và là kỳ quan thế giới cổ đại duy nhất còn tồn tại.

## Lịch sử phát triển

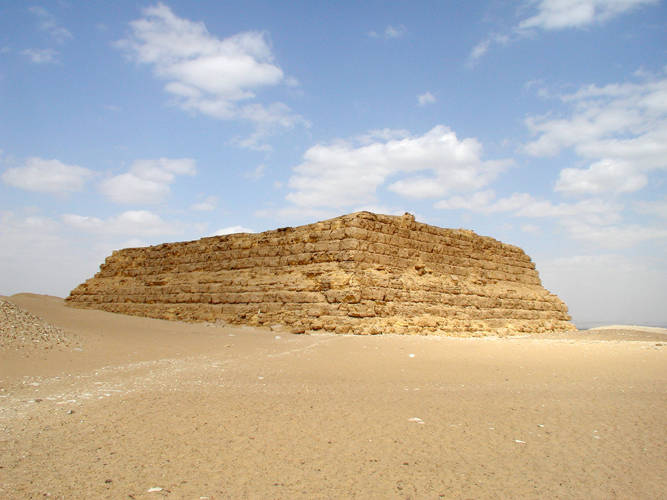
Lăng Mastaba tại Faraoun, Saqqara

Đến thời kỳ Sơ triều đại trong lịch sử Ai Cập, những người có đủ điều kiện được mai táng trong một công trình gọi là lăng mastaba.
Kim tự tháp Ai Cập thứ hai được ghi nhận do kiến trúc sư Imhotep thiết kế. Các nhà Ai Cập học tin rằng kim tự tháp này đã được sử dụng làm lăng mộ cho pharaon Djoser. Imhotep được xem là người đầu tiên phát minh ra phương pháp chồng các mastaba lên nhau để tạo ra một công trình bao gồm các "bậc" nhỏ dần từ dưới lên. Kết quả là Kim tự tháp Djoser - được thiết kế để tượng trưng cho một chiếc cầu thang khổng lồ mà linh hồn của vị pharaon đã mất dùng để bước lên thiên đường. Những thành tựu của Imhotep vĩ đại đến nỗi ông đã được người Ai Cập tôn thờ như một vị thần.
Giai đoạn các kim tự tháp được xây dựng với quy mô lớn nhất cũng là lúc chế độ thống trị chuyên chế của các pharaoh ở mức độ cao nhất. Trong khoảng thời gian này, các kim tự tháp nổi tiếng nhất đã được xây dựng. Theo thời gian, do quyền lực trở nên ít tập trung hơn, khả năng và mong muốn khai thác những tài nguyên để xây dựng trên quy mô lớn cũng giảm đi, và các kim tự tháp cũng bắt đầu có kích thước nhỏ hơn, không được xây cầu kỳ như trước, thậm chí cẩu thả.
Rất lâu sau thời kỳ xây dựng kim tự tháp ở Ai Cập, một sự bùng phát về việc xây kim tự tháp xảy ra ở khu vực mà ngày nay là Sudan, sau khi phần lớn Ai Cập rơi vào ách thống trị của các vị vua Napata. Mặc dù giai đoạn này rất ngắn và kết thúc vào năm 661 trước công nguyên, sự ảnh hưởng của Ai Cập là không thể phủ nhận. Trong suốt thời kỳ thống trị của vương quốc Sudan Meroe (khoảng từ năm 300 trước công nguyên đến năm 300 sau công nguyên), hơn 200 lăng mộ có dạng kim tự tháp lấy ý tưởng từ kim tự tháp Ai Cập đã được xây dựng gần các thành phố lớn của vương quốc.
Al-Aziz Uthman, con trai của Saladin người đã đánh bại các cuộc Thập Tự Chinh, cố gắng phá bỏ các kim tự tháp Giza nhưng đã phải từ bỏ bởi chúng có quy mô quá lớn. Tuy nhiên, Kim tự tháp Menkaure đã chịu một số thiệt hại.

## Ý nghĩa tượng trưng

Sơ đồ cấu trúc bên trong Kim tự tháp Kheops. Đường bên trong chỉ hình dáng hiện nay, đường bên ngoài chỉ hình dáng ban đầu

Hình dạng của kim tự tháp Ai Cập được cho là tượng trưng cho mô đất nguyên thủy mà người Ai Cập tin là từ đó Trái Đất được tạo ra, cũng như những tia nắng mặt trời chiếu xuống. Bề mặt của hầu hết các kim tự tháp được lát bằng đá vôi trắng đánh bóng để tạo nên một vẻ ngoài lộng lẫy khi quan sát từ xa. Tên của các kim tự tháp cũng có liên hệ tới ánh sáng mặt trời. Chẳng hạn như Kim tự tháp Cong tại Dahshur có tên là Kim tự tháp Tỏa sáng ở phía Nam, còn kim tự tháp Senwosret ở el-Lahun có tên là Senwosret đang Tỏa sáng.
Mặc dù kim tự tháp được công nhận là các công trình mai táng, có nhiều ý kiến bất đồng về những nguyên lý thần học cụ thể đã dẫn đến việc xây dựng chúng. Một giả thuyết cho rằng chúng được thiết kế như một "cỗ máy hồi sinh".
Người Ai Cập tin rằng vùng tối trên bầu trời về đêm, nơi tất cả các ngôi sao có vẻ như đều xoay quanh, chính là cánh cổng lên thiên đường. Một trong những lối đi hẹp bắt nguồn từ buồng mai táng hướng thẳng tới trung tâm vùng tối này. Điều này cho thấy kim tự tháp có thể đã được thiết kế để đưa linh hồn vị pharaon đã mất lên nơi ở của các vị thần.
Tất cả các kim tự tháp Ai Cập đều được xây trên tả ngạn sông Nile, nơi mặt trời lặn và được xem là có liên quan tới thế giới của người chết trong thần thoại Ai Cập.

## Số lượng và vị trí các kim tự tháp
Năm 1842, Karl Richard Lepsius soạn thảo danh sách kim tự tháp đầu tiên với 67 kim tự tháp. Kể từ đó rất nhiều kim tự tháp khác đã được khám phá. Cho đến tháng 11 năm 2008, 138 kim tự tháp Ai Cập đã được tìm ra.
Vị trí của Kim tự tháp 29, mà Lepsius gọi là "Kim tự tháp Không đầu", bị mất lần thứ hai khi công trình này bị cát sa mạc vùi lấp sau cuộc khảo sát của Lepsius. Nó được tìm ra trong một cuộc khai quật vào năm 2008.
Nhiều kim tự tháp hiện ở trong tình trạng xuống cấp hoặc bị cát sa mạc vùi lấp, nếu có thể nhìn thấy được thì cũng chỉ dưới dạng một đống gạch vụn. Vì vậy các nhà khảo cổ học vẫn đang tiếp tục xác định và nghiên cứu những kim tự tháp mà trước đây chưa được biết đến.
Kim tự tháp được phát hiện gần đây nhất là của Hoàng hậu Sesheshet, mẫu thân của vị Pharaon Teti thuộc Vương triều thứ sáu, nằm ở Saqqara. Khám phá này được Zahi Hawass, Tổng thư ký Hội đồng Cổ vật Tối cao Ai Cập, công bố vào ngày 11 tháng 11 năm 2008.
Tất cả các kim tự tháp Ai Cập, trừ kim tự tháp Zawyet el-Amwat (hay Zawyet el-Mayitin), đều nằm trên tả ngạn sông Nile, và hầu hết được tập trung lại với nhau trên những vùng kim tự tháp. Các vùng quan trọng nhất được liệt kê dưới đây theo thứ tự địa lý từ bắc xuống nam.

### Abu Rawash

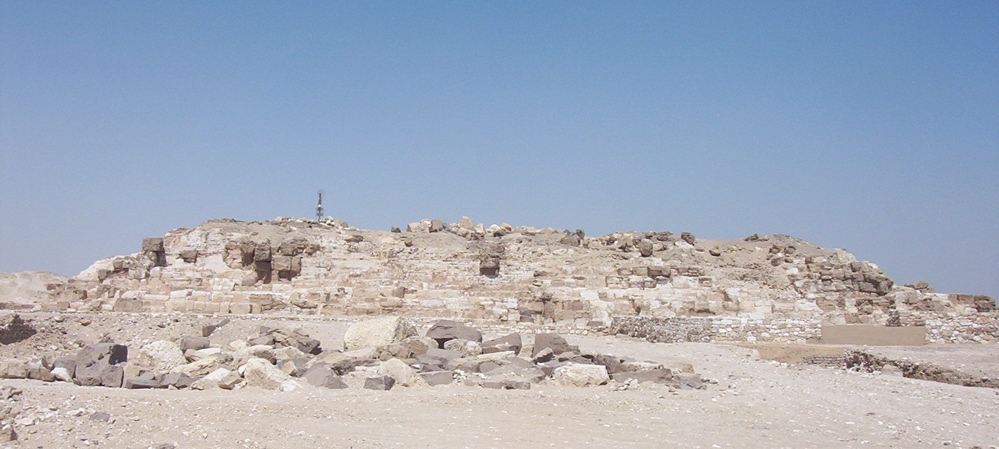
Phần lớn Kim tự tháp Djedefre đã bị phá hủy

Abu Rawash là nơi xây dựng kim tự tháp xa nhất về phía bắc (trừ đống đổ nát của kim tự tháp số một trong danh sách Lepsius)— Kim tự tháp Djedefre, con trai và là người kế vị của Khufu. Ban đầu kim tự tháp này được cho là chưa hoàn thiện, nhưng hiện nay các nhà khảo cổ học đều nhất trí rằng không chỉ đã hoàn thiện mà kim tự tháp này con có quy mô tương tự như Kim tự tháp Menkaure, tức là một trong số những kim tự tháp Ai Cập lớn nhất.
Vị trí nằm bên cạnh các tuyến đường chính của nó đã rất thuận tiện cho việc di chuyển đá. Việc khai thác đá - bắt đầu từ đế chế La Mã - đã để lại không quá 15 khối đá trên cồn cát đóng vai trò là lõi của kim tự tháp. Một kim tự tháp vệ tinh nhỏ gần đó ở trong tình trạng tốt hơn.

### Giza

Sơ đồ các Kim tự tháp Giza

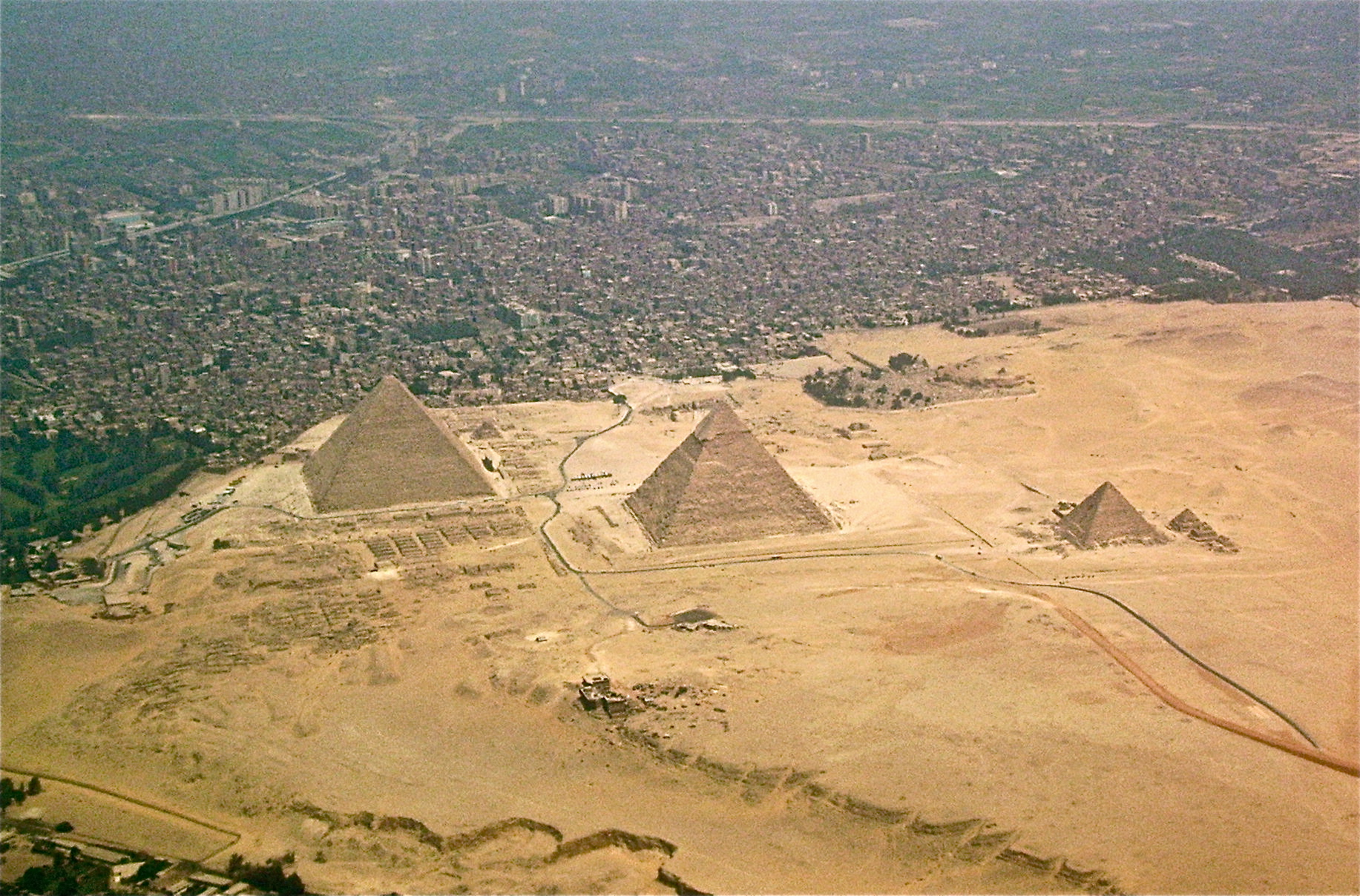
Quảng cảnh các Kim tự tháp Giza nhìn từ trên không

Giza là nơi xây dựng Kim tự tháp Khufu (còn được biết đến với tên gọi "Kim tự tháp Kheops"); Kim tự tháp Khafre (hay Kephren); Kim tự tháp Menkaure (hay Mykerinus), cùng với một số các công trình phụ được gọi là "kim tự tháp của Hoàng hậu"; cũng như tượng Nhân sư.
Trong số 3 kim tự tháp này, chỉ có Kim tự tháp Khafre còn giữ được một phần lớp đá vôi lát bề mặt ở gần đỉnh. Kim tự tháp này trông có vẻ lớn hơn Kim tự tháp Khufu nhờ vị trí xây dựng cao hơn và góc nghiêng dốc hơn, dù thực chất nhỏ hơn về cả chiều cao lẫn thể tích.
Giza Necropolis đã trở thành một điểm thu hút khách du lịch và trở nên nổi tiếng vào thời đại Hellenistic khi Kim tự tháp Kheops lọt vào danh sách bảy kỳ quan thế giới cổ đại của Antipater xứ Sidon. Ngày nay nó là kỳ quan duy nhất còn tồn tại.

### Zawyet el-Aryan
Khu vực này, nằm giữa Giza và Abu Sir, là nơi xây dựng hai kim tự tháp chưa được hoàn thành của thời kỳ Cổ vương quốc. Công trình phía bắc được cho là của Pharaon Nebka, còn công trình phía nam thuộc về Pharaon Khaba, hay Hudjefa, người kế vị của Sekhemkhet. có thể là nguyên nhân giải thích việc kim tự tháp của ông chưa được hoàn thiện. Ngày nay nó cao khoảng 20 mét (có thể hơn 40 mét nếu được hoàn thiện).

### Abu Sir

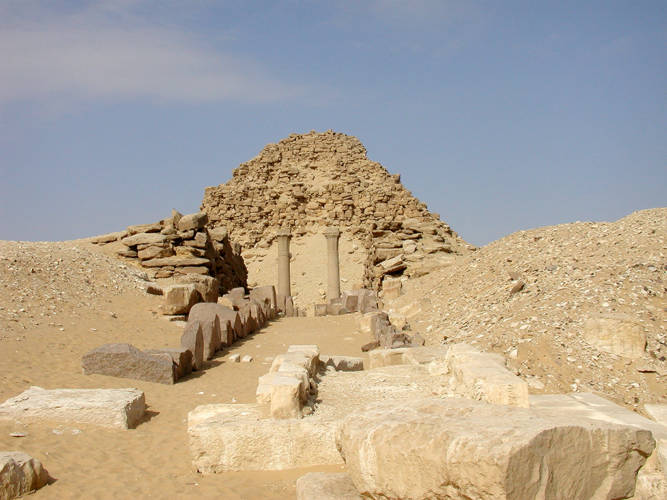
Kim tự tháp Sahure tại Abu Sir

Thật ra ở đây tất cả 14 kim tự tháp ở khu vực này, chúng được sử dụng làm nghĩa địa hoàng gia trong Vương triều thứ năm. Chất lượng đá và quy mô của các kim tự này thấp hơn so với những kim tự tháp ở Vương triều thứ tư - có lẽ thể hiện sự suy giảm của quyền lực hoàng gia hoặc một nền kinh tế suy thoái.
Ba kim tự tháp chính bao gồm các kim tự tháp của Niuserre, Neferirkare Kakai và Sahure. Tất cả đều là kim tự tháp bậc thang, mặc dù Kim tự tháp Neferirkare Kakai được cho là một kim tự tháp "đúng nghĩa", được xây dựng bằng cách đắp đá vào các bậc thang gốc. Ngoài ra còn có kim tự tháp chưa hoàn thiện của Neferefre.

### Saqqara

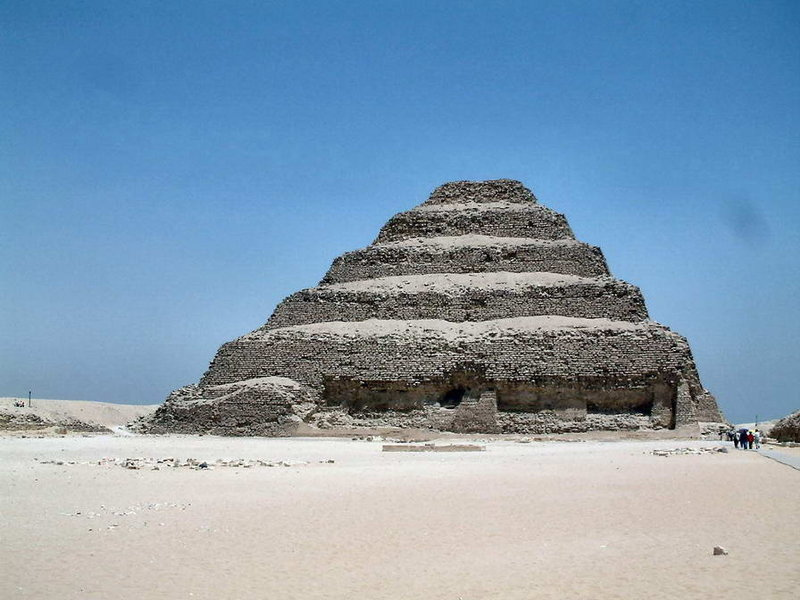
Kim tự tháp Djoser

Các kim tự tháp chính ở đây bao gồm Kim tự tháp Djoser, được xem là công trình được xây bằng đá nguyên khối lâu đời nhất thế giới, Kim tự tháp Merykare, Kim tự tháp Userkaf và Kim tự tháp Teti. Bên cạnh đó còn có Kim tự tháp Unas, một trong những kim tự tháp đầu tiên được tiến hành trùng tu bởi một người con trai của Ramesses II. Saqqara còn là nơi xây dựng Kim tự tháp bậc thang chưa hoàn thiện của Sekhemkhet, người kế vị Djoser, được biết đến với tên gọi Kim tự tháp bị chôn vùi. Các nhà khảo cổ học tin rằng nếu kim tự tháp này được hoàn thành, nó có thể còn lớn hơn Kim tự tháp Djoser.
Về phía nam vùng kim tự tháp Saqqara là một tập hợp những kim tự tháp nhỏ hơn, bao gồm các kim tự tháp của Pepi I, Isesi, Merenre, Pepi II và Ibi, hầu hết đều trong tình trạng xuống cấp.
Vị pharaon Shepseskaf của Vương triều thứ tư hoặc là không cảm thấy hứng thú, hoặc là không có khả năng tiến hành việc xây dựng kim tự tháp. Lăng mộ của ông, cũng nằm ở phía nam Saqqara, là một lăng mastaba lớn với tổ hợp đền, thường được biết đến với tên gọi Lăng Mastaba ở Faraoun.
Một kim tự tháp mà trước đây chưa được biết đến đã được phát hiện ở phía bắc Saqqara cuối năm 2008. Nó được cho là lăng mộ dành cho mẫu thân của Teti. Ngày nay nó cao 5 mét mặc dù ban đầu cao tới gần 14 mét.

### Dahshur

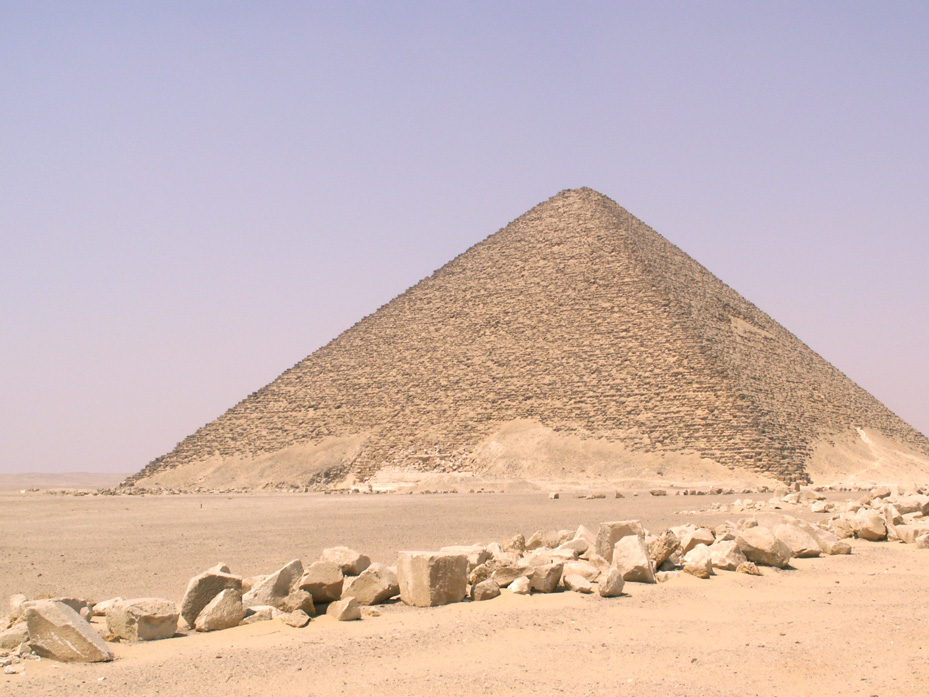
Kim tự tháp Snofru

Khu vực này được xem là quan trọng nhất ở Ai Cập ngoài Giza và Saqqara, mặc dù trước năm 1996 nó không thể được tiếp cận do vị trí nằm trong một căn cứ quân sự, và hầu như không được biết đến ngoài giới khảo cổ học.
Kim tự tháp Snofru ở phía nam, thường được gọi là Kim tự tháp Cong, được cho là kim tự tháp Ai Cập đầu tiên được xác định từ đầu là sẽ có cạnh thẳng. Kim tự tháp còn lại ở Meidum được hoàn thành với cạnh thẳng nhưng ban đầu được xây dưới dạng bậc thang rồi sau đó mới đắp và lát lên.
Kim tự tháp Cong còn là kim tự tháp lớn duy nhất ở Ai Cập còn giữ được nguyên vẹn một phần lớn lớp đá vôi lát bề mặt. Vì vậy nó được sử dụng làm nguyên mẫu cho cách người Ai Cập cổ đại muốn xây dựng các kim tự tháp.
Vài kilômét về phía bắc Kim tự tháp Cong là kim tự tháp cuối cùng trong số 3 kim tự tháp được xây dựng dưới triều đại Snofru; Kim tự tháp Đỏ là kim tự tháp cạnh thẳng đầu tiên được xây dựng thành công trên thế giới, đồng thời là kim tự tháp lớn thứ ba Ai Cập - chỉ đứng sau các kim tự tháp của Khufu và Khafre ở Giza.
Ở Dahshur còn có Kim tự tháp Đen của Amenemhet III, cũng như một số kim tự tháp phụ nhỏ khác, hầu hết đã bị phá hủy.

### Mazghuna
Nằm ở phía nam Dahshur, khu vực này được sử dụng trong thời kỳ Chuyển tiếp thứ nhất bởi một số vị vua để xây dựng những kim tự tháp bằng gạch bùn.

### Lisht

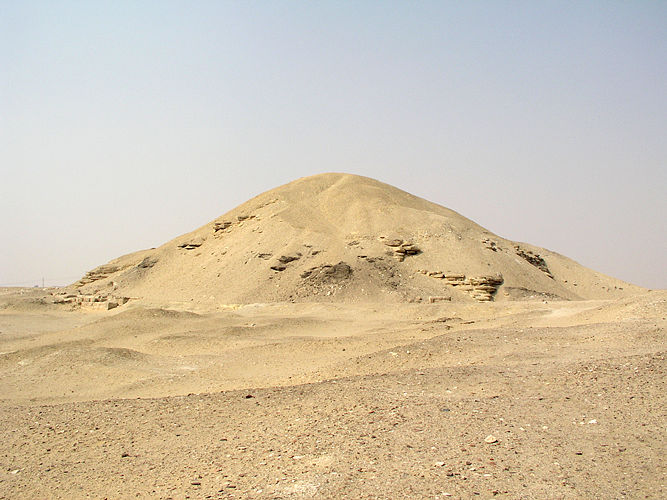
Kim tự tháp Amenemhet I tại Lisht

Hai kim tự tháp chính được xây ở đây thuộc về Amenemhat I và con trai Senusret I. Kim tự tháp Senusret I được bao quanh bởi đống đổ nát của 10 kim tự tháp phụ nhỏ hơn, trong đó có kim tự tháp của Khaba II, anh em họ của Amenemhat. Khu vực gần ốc đảo Fayyum, nằm giữa Dahshur và Meidum, khoảng 100 kilômét về phía nam Cairo, được cho là nằm gần thành phố cổ Itjtawy, thủ đô Ai Cập trong Vương triều thứ 12.

### Meidum

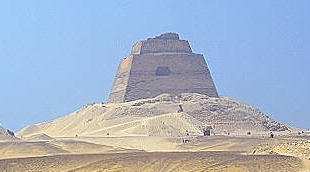
Kim tự tháp ở Meidum

Kim tự tháp ở Meidum là một trong ba kim tự tháp được xây dựng dưới triều đại của Sneferu, và được một số người cho là đã được khởi công bởi cha của pharaon này, Huni. Tuy nhiên, điều này là không chắc chắn bởi không có ghi chép nào về Huni được tìm thấy ở đây.
Kim tự tháp này ban đầu được xây dựng dưới dạng bậc thang rồi sau đó chuyển sang dạng cạnh thẳng bằng cách đắp đá và lát bề mặt. Nó đã sụp đổ nhiều lần trong các thời kỳ cổ đại và trung cổ; một số nhà văn Ả Rập mô tả rằng nó có 7 bậc - mặc dù ngày nay chỉ còn lại 3 bậc trên cùng, khiến cho công trình này mang một dáng vẻ kỳ lạ giống như một ngọn tháp. Ngọn đồi dưới chân kim tự tháp không phải là một cảnh quan tự nhiên mà là một đống lớn gạch vụn tạo thành khi các bậc ở dưới sụp đổ.

### Hawara

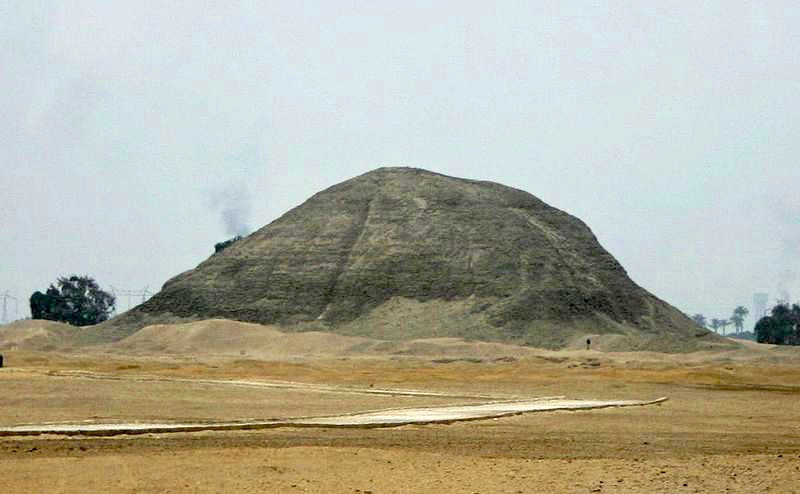
Kim tự tháp Amenemhet III tại Hawarra

Amenemhet III là vị vua quyền lực cuối cùng của Vương triều thứ 12, và kim tự tháp mà ông xây tại Hawarra, gần Faiyum, được cho là có sau "Kim tự tháp Đen" tại Dahshur cũng do ông xây dựng. Nhưng kim tự tháp ở Hawarra được cho là nơi yên nghỉ vĩnh hằng của ông.

### el-Lahun

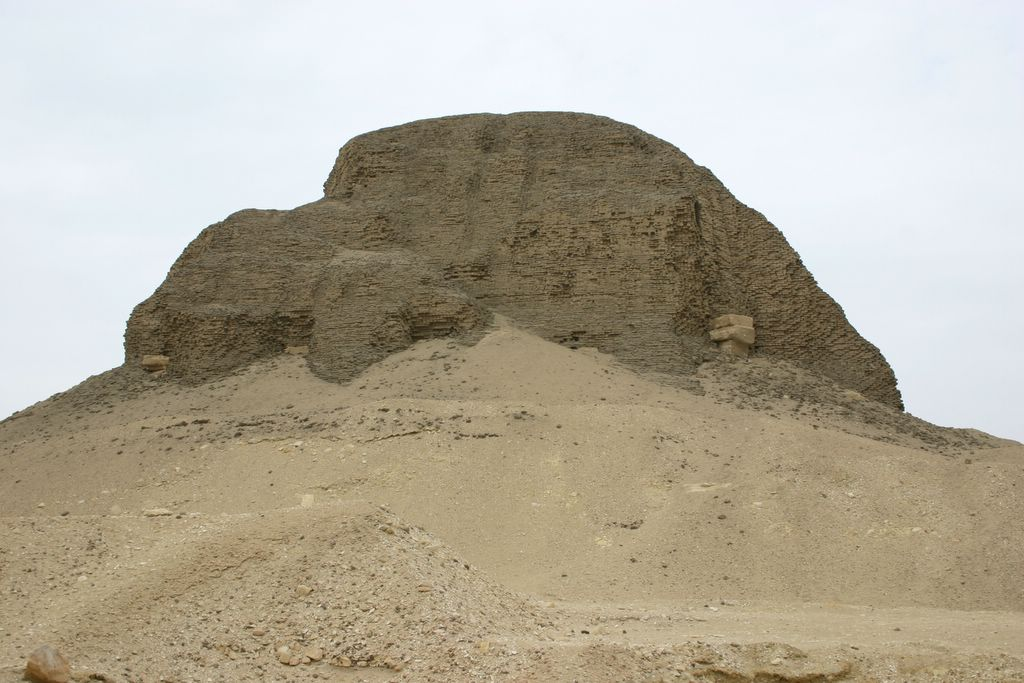
Kim tự tháp Senusret II

Kim tự tháp Senusret II ở el-Lahun là công trình lăng mộ xa nhất về phía nam của Ai Cập. Sức lao động dùng để xây dựng kim tự tháp được giảm tải nhờ việc sử dụng một ngọn đồi đá vôi tự nhiên làm nền móng và lõi.

### El-Kurru

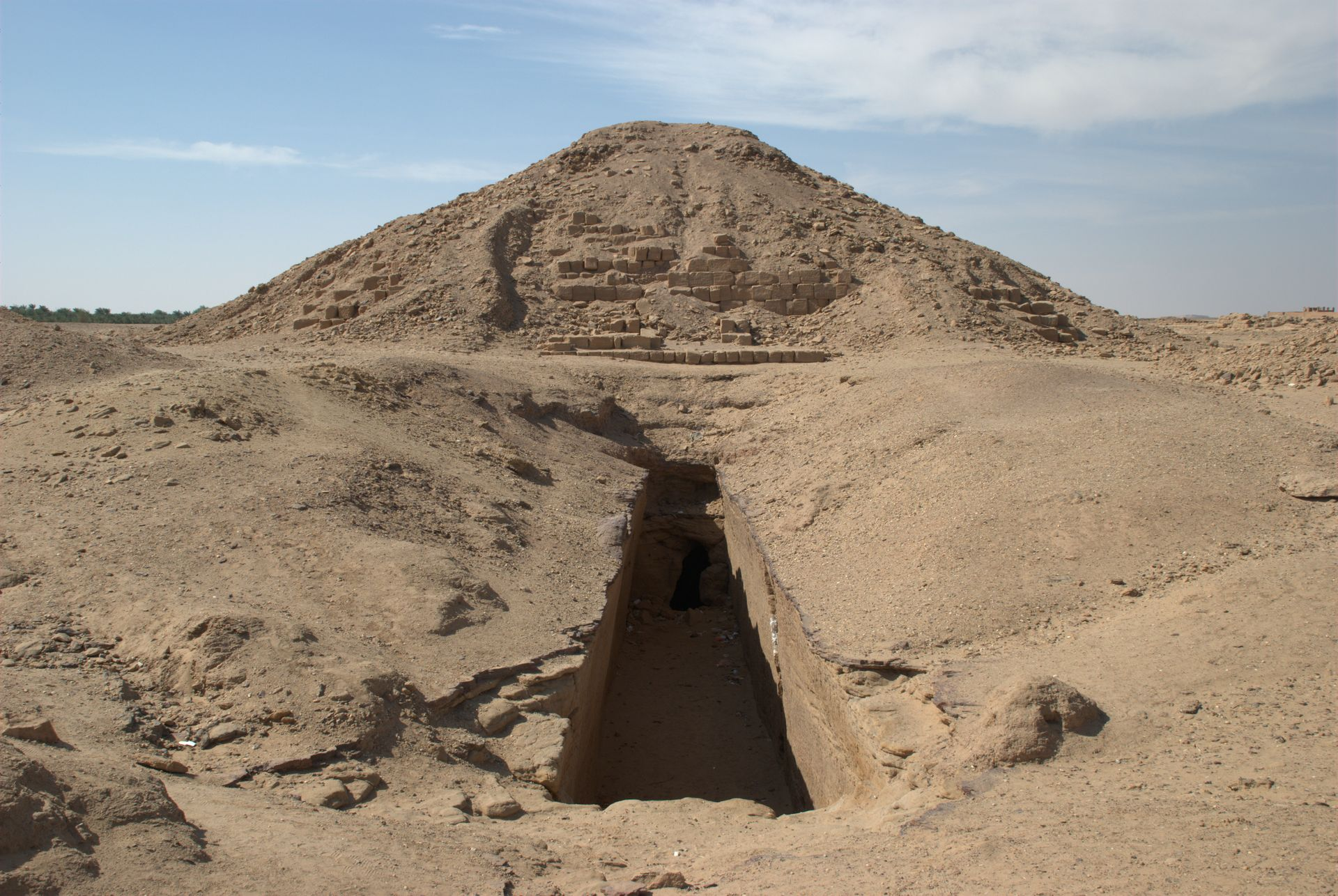
Kim tự tháp của Pharaon Piye ở El-Kurru

Piye, vị vua đầu tiên của Vương triều thứ 25, xây một kim tự tháp tại El-Kurru và là vị pharaon đầu tiên được mai táng trong một kim tự tháp sau hàng thế kỉ.

### Nuri

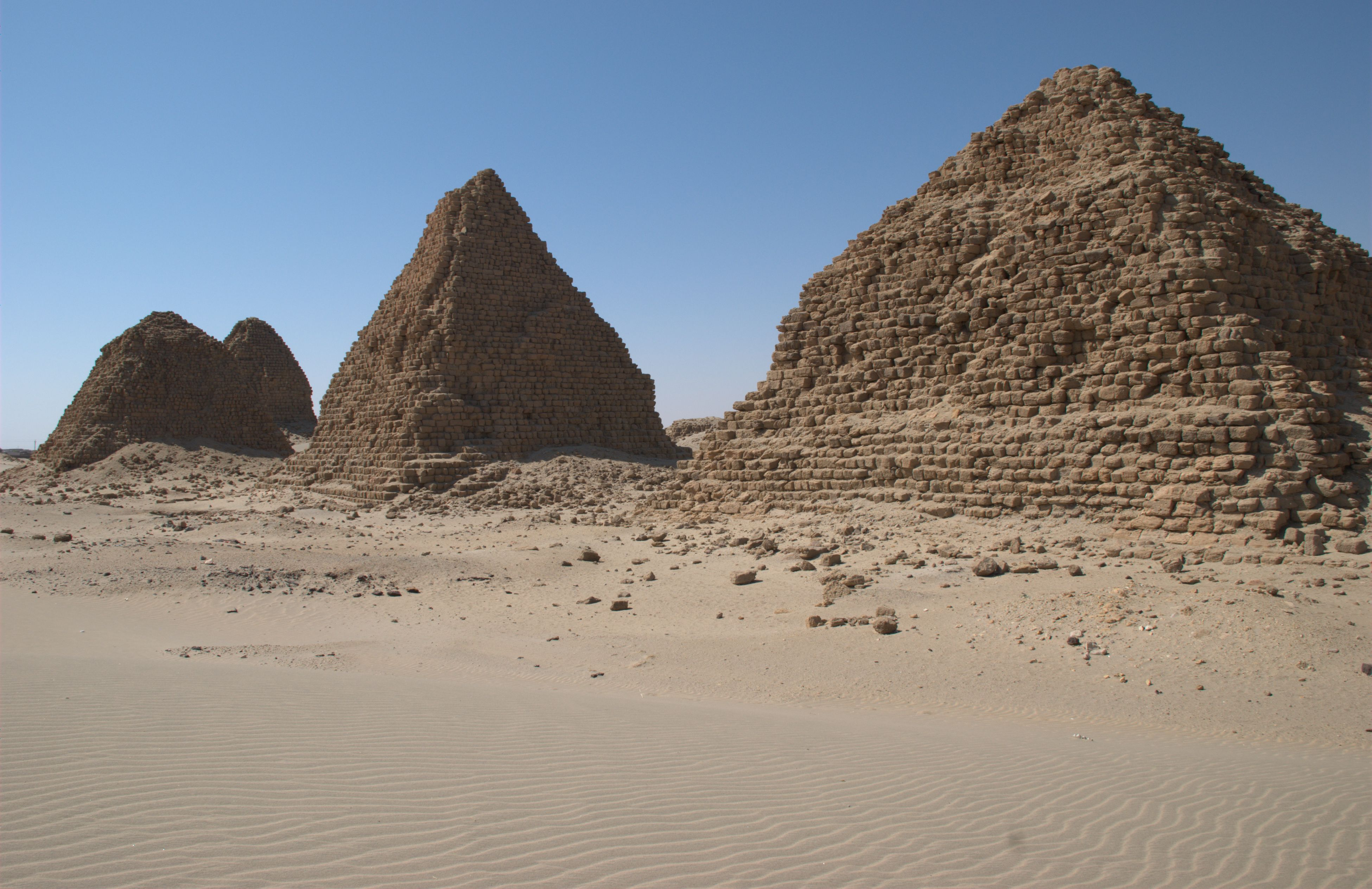
Kim tự tháp của Pharaon Taharqa ở Nuri

Pharaoh Taharqa xây dựng kim tự tháp của mình ở Nuri, kim tự tháp lớn nhất ở khu vực Nam Sudan.

### Thời gian xây dựng
Bảng sau cho thấy thứ tự thời gian của hầu hết các kim tự tháp được nhắc đến ở đây. Thông tin về mỗi kim tự tháp bao gồm vị pharaon đã ra lệnh xây nó, triều đại ước tính của họ và vị trí của kim tự tháp.
| Kim tự tháp / Pharaon | Triều đại                   | Vị trí     |
| --------------------- | --------------------------- | ---------- |
| Djoser                | 2630–2612 trước công nguyên | Saqqara    |
| Sneferu               | 2612–2589 trước công nguyên | Dashur     |
| Sneferu               | 2612–2589 trước công nguyên | Meidum     |
| Khufu                 | 2589–2566 trước công nguyên | Giza       |
| Djedefre              | 2566–2558 trước công nguyên | Abu Rawash |
| Khafre                | 2558–2532 trước công nguyên | Giza       |
| Menkaure              | 2532–2504 trước công nguyên | Giza       |
| Userkaf               | 2494-2487 trước công nguyên | Saqqara    |
| Sahure                | 2487–2477 trước công nguyên | Abu Sir    |
| Neferirkare Kakai     | 2477–2467 trước công nguyên | Abu Sir    |
| Nyuserre Ini          | 2416–2392 trước công nguyên | Abu Sir    |
| Amenemhat I           | 1991–1962 trước công nguyên | Lisht      |
| Senusret I            | 1971–1926 trước công nguyên | Lisht      |
| Senusret II           | 1897–1878 trước công nguyên | el-Lahun   |
| Amenemhat III         | 1860–1814 trước công nguyên | Hawara     |
| Piye                  | 721 trước công nguyên       | El-Kurru   |
| Taharqa               | 664 trước công nguyên       | Nuri       |